# Лёгочная гипертензия
Лёгочная гипертензи́я (ЛГ) — группа заболеваний, характеризующихся прогрессивным повышением давления в артериях, ведущих от сердца к легким, что ведёт к правожелудочковой недостаточности и преждевременной смерти. Впервые ЛГ была выявлена доктором Эрнстом фон Ромбергом в 1891 году. Симптомы ЛГ включают одышку, слабость (утомляемость), отек ног и лодыжек, ощущение сдавленности или боль в груди, учащенный или прерывистый пульс, кашель. Согласно определению с VI всемирного симпозиума по лёгочной гипертензии в 2018 году, диагноз ЛГ ставится, когда среднее давление легочных артерий (срДЛА) достигает 20 мм рт. ст. (за исключением пациентов с хронической тромбоэмболической ЛГ, для которых срДЛА должно быть >25 мм рт. ст.).
Согласно последней классификации, различают 5 типов ЛГ: артериальная, венозная, гипоксическая, тромбоэмболическая или смешанная.

## Классификация
В 1973 году было организовано совещание ВОЗ, где была предпринята первая попытка классификации лёгочной гипертензии. Стали различать первичную и вторичную ЛГ, а первичная ЛГ была разделена на «артериальную сетчатую», «облитерирующую» и «тромбоэмболическую» формы. На второй конференции в 1998 году в Эвиан-ле-Бен была предложена классификация ЛГ, основанная на клинических проявлениях. В 2003 году, третий Всемирный симпозиум по лёгочной артериальной гипертензии был проведён в Венеции, чтобы модифицировать классификацию, основываясь на новом понимании механизмов болезни. Также были обновлены описания факторов риска и была пересмотрена классификация врождённых системно-лёгочных шунтов. На четвёртом Всемирном симпозиуме, проведённом в 2008 году в г. Дана Пойнт, Калифорния, существующая классификация была пересмотрена с учётом новой информации.
Согласно ВОЗ, клиническая классификация лёгочной гипертензии включает в себя пять групп и выглядит следующим образом:
Группа 1. Лёгочная артериальная гипертензия (ЛАГ)
- Идиопатическая ЛАГ
- Наследственная:
  - Мутация гена рецептора типа 2 к протеину костного морфогенеза
  - Мутация гена активинподобной киназы-1 (с и без наследственной геморрагической телеангиэктазии)
  - Неизвестные мутации
- ЛАГ, вызванная медикаментозными и токсическими воздействиями
- Ассоциированная — связанная с заболеваниями:
  - Заболеваниями соединительной ткани
  - ВИЧ-инфекцией
  - Портальной гипертензией
  - Врождёнными пороками сердца
  - Шистосомозом
  - хронической гемолитической анемией
- Персистирующая лёгочная гипертензия новорождённых (ПЛГН)

- Легочная вено-окклюзионная болезнь лёгких и/или лёгочный капиллярный гемангиомато

Группа 2. Лёгочная гипертензия, обусловленная поражением левых отделов сердца
- Врожденная или приобретенная обструкция входного и выходного отделов левого сегмента сердца и врожденные кардиомиопатии
- Систолическая дисфункция левого сегмента сердца
- Диастолическая дисфункция левого сегмента сердца
- Поражение клапанов левых отделов сердца

Группа 3. Лёгочная гипертензия, обусловленная патологией дыхательной системы и / или гипоксией
- Хроническая обструктивная болезнь легких
- Интерстициальные заболевания лёгких
- Другие заболевания лёгких со смешанным рестриктивным и обструктивным компонентами
- Нарушения дыхания во сне
- Альвеолярная гиповентиляция
- Высокогорная лёгочная гипертензия
- Пороки развития дыхательной системы

Группа 4. Хроническая лёгочная гипертензия
- Хроническая тромбоэмболическая обструкция
- Другие обструкции легочных артерий (ангиосаркома и другие опухоли, артериит и др.)

Группа 5. Лёгочная гипертензия, обусловленная неизвестными или многофакторными механизмами
- Заболевания крови: миелопролиферативные заболевания, спленэктомия
- Системные заболевания: саркоидоз, гистиоцитоз Лангерханса, лимфангиолейомиоматоз, нейрофиброматоз, васкулиты
- Обменные заболевания: гликогенозы, болезнь Гоше, заболевания щитовидной железы
- Другие: опухолевая обструкция, фиброзирующий медиастинит, ХПН у больных, находящихся на гемодиализе

## Симптомы
Основные симптомы ЛГ включают:
- Одышка
- Усталость
- Давление или боль в груди
- Сердцебиение
- Отеки нижних конечностей
- Синкопальные эпизоды
- Асцит

## Причины и факторы риска
ЛГ часто сопровождает многие сердечные и легочные заболевания, а также заболевания аутоимунного характера. Известно влияние генетических факторов, в частности, мутаций рецепторов костного морфогенетического белка II типа (BMPR2). Эти рецепторы отвечают за формирование и обновление эндотелия.
Факторы риска, потенциально предрасполагающие или способствующие развитию заболевания включают:
- Лекарства и токсины
  - Определённые: Аминорекс, Фенфлюрамин, Дексфенфлюрамин, Токсичное рапсовое масло
  - Очень вероятные: Амфетамины, L-триптофан
  - Вероятные: Мета-амфетамины, Кокаин, Химиотерапевтические препараты
  - Маловероятные: Антидепрессанты, Оральные контрацептивы, Эстрогеновые препараты, Табакокурение
- Демографические и медицинские состояния
  - Определённые: женский пол
  - Возможные: Беременность, Системная гипертензия
  - Маловероятные: Ожирение
- Заболевания
  - Определённые: ВИЧ-инфекция
  - Очень вероятные: Портальная гипертензия / болезни печени, Заболевания соединительной ткани, Врождённые шунты между системными и лёгочными сосудами
  - Вероятные: Патология щитовидной железы, Гематологические заболевания (Аспления после хирургической спленэктомии, Серповидноклеточная анемия, β-талассемия, Хронические меилопролиферативные заболевания), Редкие генетические и метаболические нарушения (Болезнь фон Гирке, Болезнь Гоше, Болезнь Рендю-Вебера-Ослера)

Определённые — взаимосвязи, выявленные в нескольких однонаправленных наблюдениях, включая крупное контролируемое или эпидемиологическое исследование с однозначным результатом. Очень вероятные взаимосвязи — результаты нескольких однонаправленных исследований (в том числе крупных серий наблюдений и исследований), но в которых причина заболевания не была установлена. Вероятные — взаимосвязи, выявленные в сериях случаев, регистрах или на основании мнений экспертов. Маловероятные — предполагаемые факторы риска, связь которых с ЛАГ не была установлена в контролируемых исследованиях.

## Клиническая картина
Так как симптомы могут развиваться очень медленно, пациенты могут не обращаться к врачу в течение многих лет. Общие симптомы — одышка, повышенная утомляемость, непродуктивный кашель, стенокардия, обмороки, периферические отёки (на ногах) и редко кровохарканье.
Лёгочная венозная гипертензия обычно проявляется одышкой в лежачем состоянии или во сне (ортопноэ или пароксизмальная ночная одышка), а при лёгочной артериальной гипертензии (ЛАГ), как правило, такого нет.
Подробный семейный анамнез устанавливается для определения возможной наследственности ЛГ. Важно учитывать принятие наркотиков, например кокаина, метамфетамина, и алкоголя, приводящее к циррозу печени, а также курение, приводящее к эмфиземе. Физикальное обследование проводится для обнаружения характерных признаков ЛГ: громкий звук закрытия лёгочного клапана, растяжение яремных вен, отёки ног, асцит, гепато-югулярный рефлюкс, ногти по типу часовых стёкол и др.

## Лечение
Лечение легочной гипертензии определяется тем, является ли ЛГ артериальной, венозной, гипоксической, тромбоэмболической или смешанной. Если она вызвана заболеванием левого сердца, лечение заключается в оптимизации функции левого желудочка с помощью лекарств или в восстановлении/замене митрального или аортального клапана. Для выявления типа ЛГ, необходимо провести такие процедуры как катетеризация правого сердца, эхокардиография, КТ грудной клетки, тест с семиминутной ходьбой и исследование функции легких.
Алгоритм лечения включает в себя коагулянтную терапию и медикаменты:
- Простациклин
- Мацитентан[англ.]

### Классификация врождённых системно-лёгочных шунтов[5]
- Тип
  - Простой
    - Дефект межпредсердной перегородки (ДМПП)
    - Дефект межжелудочковой перегородки (ДМЖП)
    - Открытый артериальный проток
    - Полный или частичный необструктивный аномальный лёгочный венозный возврат

  - Комбинированный

Описывается комбинация и определяется превалирующий дефект
- - Комплексный
    - Артериальный ствол
    - Единый желудочек с необструктивным лёгочным током крови
    - Дефекты межпредсердной и межжелудочковой перегородок
- Размеры
  - Маленький (ДМПП ≤ 2 см и ДМЖП ≤ 1 см)
  - Большой (ДМПП > 2 см и ДМЖП > 1 см)
- Связанная с шунтами экстракардиальная патология
- Состояние коррекции
  - Нескорректированный
  - Частично скорректированный (возраст)
  - Скорректированный: спонтанно (возраст) или хирургически[1]